# Новара-ди-Сицилия
Новара-ди-Сицилия (итал. Novara di Sicilia) — коммуна в Италии, располагается в регионе Сицилия, подчиняется административному центру Мессина.
Население составляет 1731 человек, плотность населения составляет 36 чел./км². Занимает площадь 48 км². Почтовый индекс — 98058. Телефонный код — 0941.
В коммуне 15 и 16 августа особо празднуется Успение Пресвятой Богородицы.   